# Бајзо
Бајзо (итал. Baiso) је насеље у Италији у округу Ређо Емилија, региону Емилија-Ромања.
Према процени из 2011. у насељу је живело 934 становника. Насеље се налази на надморској висини од 534 м.

## Становништво
Према резултатима пописа становништва 2011. у општини је живело 3.403 становника.
| 1931. | 1936. | 1951. | 1961. | 1971. | 1981. | 1991. | 2001. | 2011. |
| ----- | ----- | ----- | ----- | ----- | ----- | ----- | ----- | ----- |
| 6.189 | 6.505 | 6.415 | 4.958 | 3.639 | 3.312 | 3.213 | 3.261 | 3.403 |

## Партнерски градови
- Marly